# La Nurse
Pour plus de détails, voir Fiche technique et Distribution.
La Nurse (The Guardian) est un film d'horreur américain réalisé par William Friedkin en 1990.
Le film suit Phil et Kate qui forment un couple heureux avec beaucoup d’ambition. Un jour, ils décident d’engager une nourrice. Après plusieurs échecs, ils font connaissance de Camilla, une jeune femme charmante et douée ; le jeune couple est séduit par son savoir-faire. Mais derrière ses compétences se cache un être démoniaque qui cache un terrible secret, le doute s’installe chez les jeunes parents et le cauchemar peut commencer.
Le film marque le retour de William Friedkin au drame d'horreur, genre qu'il n'avait pas abordé depuis 1973 et le triomphe commercial de L'Exorciste.  Le scénario adapte un roman de Dan Greenburg.  À sa sortie, le film est mal reçu par la critique et ne connaît pas le succès.
Friedkin n'est pas fan du film: "La Nurse n’est pas un bon film, je ne l’aime pas. Je l’ai tourné pour un ami producteur, je n’avais pas d’autre projet en vue à l’époque, donc j’ai dit oui, et j’ai échoué. C’est tout ce que je peux vous dire."

## Synopsis
Un jeune couple, Phil et Kate, vient d'emménager dans une jolie maison en lisière de forêt à Los Angeles, où Phil vient de commencer un nouveau travail. Ils ont un garçon, qu'ils prénomment Jake, pour lequel ils cherchent une nounou à domicile. Ils finissent par engager une jeune fille du nom de Camilla, qui leur semble aussi douée qu'impliquée. Mais la perfection quasiment robotique de la nurse finit par intriguer Phil, qui découvre qu’elle est en fait une espèce de sorcière maléfique qui enlève et sacrifie des enfants auprès d'un arbre diabolique afin de conserver ses propres pouvoirs...

## Fiche technique
- Titre : La Nurse
- Titre original : The Guardian
- Réalisation : William Friedkin
- Scenario : Dann Greenburg, Stephen Volk
- Musique : Jack Hues
- Genre : Drame, fantastique, horreur et thriller
- France : Interdit aux moins de 12 ans lors de sa sortie en salles mais aux moins de 16 ans à la télévision

## Distribution
- Jenny Seagrove (VF : Béatrice Agenin) : Camilla
- Dwier Brown (VF : Hervé Bellon) : Phil
- Carey Lowell (VF : Maïk Darah) : Kate
- Brad Hall (VF : Joël Martineau) : Ned Runcie
- Miguel Ferrer : Ralph Hess
- Natalia Nogulich (VF : Marion Loran) : Molly Sheridan
- Pamela Brull : Gail Krasno
- Theresa Randle (VF : Virginie Ledieu) : Arlene Russell
- Alfred Burke : Dr Wills
- Xander Berkeley (VF : Jacques Bouanich) : l'inspecteur

## Video
- En France, le film est sorti dans une version restaurée haute définition sur DVD et BLU-RAY chez Éléphant Films en novembre 2018.

## Note
- La Finlande, l’Islande et certains pays ont interdit le film sur leur territoire lors de sa sortie, car il contient des meurtres infanticides par l'antagoniste.